# Liste der Thermalbäder in der Toskana
Die folgende Liste enthält Orte, in denen sich Thermalbäder in der Toskana befinden.

## B
- Bagni di Lucca in der gleichnamigen Gemeinde (Provinz Lucca)
- Bagni di Petriolo in der Gemeinde Monticiano (Provinz Siena)
- Bagni San Filippo in der Gemeinde Castiglione d’Orcia (Provinz Siena)
- Bagno a Ripoli in der gleichnamigen Gemeinde (Provinz Florenz)
- Bagno di Gavorrano in der Gemeinde Gavorrano (Provinz Grosseto)
- Bagno Vignoni in der Gemeinde San Quirico d’Orcia (Provinz Siena)

## C
- Casciana Terme in der gleichnamigen Gemeinde (Provinz Pisa)
- Chianciano Terme in der gleichnamigen Gemeinde (Provinz Siena)

## E
- Equi Terme in der Gemeinde Fivizzano (Provinz Massa-Carrara)

## G
- Gambassi Terme in der gleichnamigen Gemeinde (Provinz Florenz)

## M
- Montecatini Terme in der gleichnamigen Gemeinde (Provinz Pistoia)
- Monsummano Terme in der gleichnamigen Gemeinde (Provinz Pistoia)

## R
- Rapolano Terme in der gleichnamigen Gemeinde (Provinz Siena)
- Roselle in der Gemeinde Grosseto (Provinz Grosseto)

## S
- San Casciano dei Bagni in der gleichnamigen Gemeinde (Provinz Siena)
- San Giuliano Terme in der gleichnamigen Gemeinde (Provinz Pisa)
- Saturnia in der Gemeinde Manciano (Provinz Grosseto)
- Sassetta in der gleichnamigen Gemeinde (Provinz Livorno)

## U
- Uliveto Terme in der Gemeinde Vicopisano (Provinz Pisa)

## V
- Venturina (Venturina Terme) in der Gemeinde Campiglia Marittima (Provinz Livorno)